# Словачка на Светском првенству у атлетици на отвореном 2023.
Словачка је на 19. Светском првенству у атлетици на отвореном 2023. одржаном у Будимпешти од 19. до 27. августа учествовала шеснаести пут, односно, учествовала је под данашњим именом на свим првенствима од 1993. до данас. Репрезентацију Словачке представљало је 8 такмичара (3 мушкарца и 6 жена) који су се такмичили у 8 дисциплина (4 мушке и 4 женске).,
На овом првенству такмичари Словачке нису освојили ниједну медаљу.

## Учесници
| Мушкарци: - Јан Волко — 100 м, 200 м - Доминик Черни — 20 км ходање, 35 км ходање - Михал Морвеј — 35 км ходање | Жене: - Габриела Гајанова — 800 - Викторија Форстер — 100 м препоне - Марија Катеринка Чакова — 35 км ходање - Хана Бурзалова — 35 км ходање - Ема Хачундова — 35 км ходање - Мартина Храшнова — Бацање кладива |  |

## Резултати

### Мушкарци
| Атлетичар     | Дисциплина   | Лични рекорд | Квалификације   | Квалификације   | Полуфинале           | Полуфинале           | Финале               | Финале       | Детаљи |
| Атлетичар     | Дисциплина   | Лични рекорд | Резултат        | Место           | Резултат             | Место                | Резултат             | Место        | Детаљи |
| ------------- | ------------ | ------------ | --------------- | --------------- | -------------------- | -------------------- | -------------------- | ------------ | ------ |
| Јан Волко     | 100 м        | 10,13        | 10,25(.250)     | 7. у гр. 3      | Није се квалификовао | Није се квалификовао | Није се квалификовао | 36 / 71 (75) |        |
| Јан Волко     | 200 м        | 20,24 НР     | 20,69           | 7. у гр. 3      | Није се квалификовао | Није се квалификовао | Није се квалификовао | 32 / 54 (57) |        |
| Доминик Черни | 20 км ходање | 1:23:51      |                 |                 |                      |                      | 1:23:42 ЛР           | 34 / 47 (50) |        |
| Доминик Черни | 35 км ходање | 2:35:39      | 2:32:56 ЛР      | 19 / 33 (49)    |                      |                      |                      |              |        |
| Михал Морвеј  | 35 км ходање | 2:34:56      | Дисквалификован | Дисквалификован |                      |                      |                      |              |        |

### Жене
| Атлетичарка             | Дисциплина     | Лични рекорд | Квалификације | Квалификације | Полуфинале            | Полуфинале            | Финале                | Финале       | Детаљи |
| Атлетичарка             | Дисциплина     | Лични рекорд | Резултат      | Место         | Резултат              | Место                 | Резултат              | Место        | Детаљи |
| ----------------------- | -------------- | ------------ | ------------- | ------------- | --------------------- | --------------------- | --------------------- | ------------ | ------ |
| Габриела Гајанова       | 800 м          | 1:59,86      | 2:00,39       | 6. у гр. 2    | Нису се квалификовале | Нису се квалификовале | Нису се квалификовале | 23 / 56      |        |
| Викторија Форстер       | 100 м препоне  | 12,72 НР     | 13,47         | 8. у гр. 2    | Нису се квалификовале | Нису се квалификовале | Нису се квалификовале | 40 / 43      |        |
| Марија Катеринка Чакова | 35 км ходање   | 3:01:53      |               |               |                       |                       | 3:01:53 =ЛР           | 25 / 36 (47) |        |
| Хана Бурзалова          | 35 км ходање   | 2:59:32 НР   | 3:02:47 ЛРС   | 28 / 36 (47)  |                       |                       |                       |              |        |
| Ема Хачундова           | 35 км ходање   | 2:59:49      | 3:05:43       | 31 / 36 (47)  |                       |                       |                       |              |        |
| Мартина Храшнова        | Бацање кладива | 76,90 НР     | 66,28         | 14. у гр. А   |                       |                       | Ниje се квалификовалa | 34 / 35 (36) |        |